# Indolestes gracilis
Indolestes gracilis – gatunek ważki z rodziny pałątkowatych (Lestidae). Zamieszkuje południowe Indie i Sri Lankę.
Akceptowany przez IUCN jako odrębny gatunek takson Indolestes davenporti, na liście World Odonata List klasyfikowany jest jako synonim Indolestes gracilis. Za podgatunki I. gracilis bywały uznawane I. peregrinus i I. birmanus.